# Giuseppe Colombi
Giuseppe Colombi   (Mòdena, 1635 - Mòdena, 27 de setembre de 1694) fou un compositor i violinista italià del període Barroc. El 1674 va ser nomenat mestre de capella en la cort de Mòdena. Fou el 1678 quan succeí a Giovanni Maria Bononcini com a mestre de la Catedral de Mòdena, càrrec que sostingué fins a la seva mort el 1694 i en el que fou succeït per Antonio Maria Pacchioni, deixant un llegat de diverses sonates, simfonies, ballets, etc, es poden trobar a la "Biblioteca Estense Universitaria di Modena".

## Obra
- Op. 1. Delle Sinfonie da camera, Brandi e Correnti alla francese 2 violins, viola i Baix (Bolonya, 1668)
- Op. 2. La lira armonica Sinfonie a 2, Violine und B.c. (Bolonya, 1673)
- Op. 3. Balletti, Correnti, Gighe, Sarabandea 2 Violins i Viola o Espineta. (Bolonya, 1674)
- Op. 4. Sonate a 2 Violini e un Bassetto, Viola se piace 1676
- Op. 5. Sonate da camera a 3 strumenti, 2 Violins i Viola, o Cèmbal (Bolonya, 1689)
- Sonate e Toccate a Violino e Basso Libro 1.
- Sonate a Violino e Basso Libro 2.
- Libro 3-21 Balletti, Toccate
- Libro 22 enthält Balli diversi a Violí, Soprano, Mezzosoprano i Violoncel
- Manuskripte in Modena: 2 Cantates, 9 Sonates una Simfonia a 2 Violins i Baix continu.